# Moj striček Oswald
Moj striček Oswald je humorno provokativni roman britanskega pisatelja Roalda Dahla, ki je prvič izšel oktobra leta 1979.

## Zgodba
Zgodba je umeščena v čas med obema svetovnima vojnama, ko je striček Oswald po pripovedovanju očetovega prijatelja izvedel za najmočnejši afrodiziak na svetu, vrsto hrošča iz družine priščnjakov iz južnega Sudana. Mladi Oswald se je med počitnicami odpravil v Sudan in tam kupil pet funtov posušenih in zdrobljenih priščnjakov. Iz njih je nato v Franciji, kjer je preživljal počitnice, izdelal tablete. Z njimi je nato na hitro zaslužil veliko denarja. Kasneje se je na univerzi pobliže seznanil s svojim profesorjem A. R. Woresleyem, ki je odkril revolucionarni način zamrzovanja sperme. Znanstveniku je dal ponudbo, ki je ni mogel zavrniti. Zamislil si je namreč načrt, s katerim bi se s prevaro dokopali do semena največjih genijev svojega časa, seme zamrznili in ga po njihovi smrti prodajali ženskam, ki bi si želele imeti otroke z njimi. Za to nalogo so potrebovali še lepotico, ki jo Oswald najde v Yasmin Howcomely. 

## Žrtve strička Oswalda (po vrstnem redu)
- Alfonz XIII., španski kralj
- Pierre-Auguste Renoir, francoski slikar
- Claude Monet, francoski slikar
- Igor Stravinski, ruski skladatelj
- Pablo Picasso, španski slikar. Neuspešen poskus.
- Henri Matisse, francoski umetnik
- Marcel Proust, francoski pisatelj
- Vaclav Nižinski, ruski baletnik in koreograf poljskega rodu
- James Joyce, irski pesnik in pisatelj
- Giacomo Puccini, italijanski skladatelj
- Sergej Rahmaninov, ruski skladatelj, dirigent in pianist
- Sigmund Freud, avstrijski psihiater
- Albert Einstein, nemški fizik
- Thomas Mann, nemški pisatlej
- Joseph Conrad, britanski pisatelj poljskega rodu
- H. G. Wells, britanski pisatelj
- Rudyard Kipling, britanski pisatelj
- Sir Arthur Conan Doyle, britanski pisatelj
- George Bernard Shaw, irski dramatik
- belgijski kralj
- italijanski kralj
- Peter I. Karađorđević, jugoslovanski kralj
- grški kralj
- Boris III., bolgarski kralj
- Ferdinand I., romunski kralj
- danski kralj
- švedski kralj